# Juhaynah
Juhaynah är en ort i Egypten.   Den ligger i guvernementet Sohag, i den centrala delen av landet, 400 km söder om huvudstaden Kairo. Juhaynah ligger 64 meter över havet och antalet invånare är 47 821.
Terrängen runt Juhaynah är platt åt nordost, men åt sydväst är den kuperad. Runt Juhaynah är det mycket tätbefolkat, med 2 521 invånare per kvadratkilometer. Närmaste större samhälle är Ţahţā, 10,7 km norr om Juhaynah. Trakten runt Juhaynah består till största delen av jordbruksmark.